# Prêmio Machado de Assis
Prêmio Machado de Assis dal 1941 è il principale premio letterario brasiliano, promosso dall'Accademia Brasiliana delle Lettere, che premia gli scrittori brasiliani per le loro opere più importanti e significative. 
I vincitori ricevono un valore in denaro, un diploma e, dal 1998, un trofeo creato dallo scultore Mário Agostinelli – un piccolo busto di Machado de Assis, scrittore e fondatore dell'Accademia Brasiliana di Lettere.

## Premiati
- 2021 - Ruy Castro[1]
- 2017 - João José Reis
- 2016 - Ignácio de Loyola Brandão
- 2015 - Rubem Fonseca
- 2014 - Vamireh Chacon
- 2013 - Silviano Santiago
- 2012 - Dalton Trevisan
- 2011 – Carlos Guilherme Mota
- 2010 – Benedito Nunes
- 2009 - Salim Miguel
- 2008 - Autran Dourado
- 2007 - Roberto Cavalcanti de Albuquerque
- 2006 - César Leal
- 2005 - Ferreira Gullar
- 2004 - Francisco de Assis Brasil
- 2003 - Antonio Carlos Villaça
- 2002 - Wilson Martins
- 2001 – Ana Maria Machado
- 2000 – Antônio Torres
- 1999 – Fernando Sabino
- 1998 – Joel Silveira
- 1997 – José J. Veiga
- 1996 – Carlos Heitor Cony
- 1995 – Leodegário A. de Azevedo Filho
- 1994 – Antônio Olinto
- 1993 – Antonio Candido
- 1992 – Fausto Cunha
- 1991 – Maria Clara Machado
- 1990 – Sábato Magaldi
- 1989 – Gilberto Mendonça Telles
- 1988 – Dante Milano
- 1987 – Nilo Pereira
- 1986 – Péricles Eugênio da Silva Ramos
- 1985 – Thales de Azevedo
- 1984 – Henriqueta Lisboa
- 1983 – Paulo Rónai
- 1982 – Franklin de Oliveira
- 1981 – Ayres da Matta Machado Filho
- 1980 – Mário Quintana
- 1979 – Gilka Machado
- 1978 – Carolina Nabuco
- 1977 – Raul Bopp
- 1976 – Mario da Silva Brito
- 1975 – Hermes Lima
- 1974 – Waldemar Cavalcanti
- 1973 – Andrade Murici
- 1972 – Dalcídio Jurandir
- 1971 – Murillo Araujo
- 1970 – Octávio de Faria
- 1969 – Edilson Carneiro
- 1968 – Oscar Mendes
- 1967 – Adelino Magalhães
- 1966 – Lúcio Cardoso
- 1965 – Cecília Meireles
- 1964 – Joracy Camargo
- 1963 – Gilberto Freyre
- 1962 – Antenor Nascentes
- 1961 – João Guimarães Rosa
- 1960 – Nessuna premiazione
- 1959 – José Maria Belo
- 1958 – Rachel de Queiroz
- 1957 – Tasso da Silveira
- 1956 – Luiz da Câmara Cascudo
- 1955 – Onestaldo de Pennafort
- 1954 – Dinah Silveira de Queiroz
- 1953 – Erico Verissimo
- 1952 – Antônio da Silva Melo
- 1951 – Padre Augusto Magne
- 1950 – Eugênio Gomes
- 1949 – Nessuna premiazione
- 1948 – Augusto Meyer
- 1947 – Nessuna premiazione
- 1946 – Tobias Monteiro
- 1945 – Osório Dutra
- 1944 – Nessuna premiazione
- 1943 – Sousa da Silveira
- 1942 – Afonso Schmidt
- 1941 – Tetra de Teffé